# Léon Lemartin
Théodore, Clovis, Edmond Le Martin, dit Léon Lemartin, né à Dunes (Tarn-et-Garonne) le 20 octobre 1883 - 18 juin 1911 est un ingénieur des Arts et Métiers, gadzart notoire, metteur au point et pilote-aviateur, pionnier de l’aviation. Brevet Aéro-club de France no 249. Inscrit au 59e rang du martyrologe mondial de l'aviation.
Premier contrat connu de pilote d'essais au monde. Il bat le record du monde de vol avec passagers en février 1910, avec 7, 8 puis 11 personnes. Il bat le record du monde de vitesse, non homologué, sur Blériot XX à moteur Gnôme 50HP (« son » moteur), le 24 mai 1911 entre Étampes et Toury : 128,418 km/h. (Record officiel à 125 km/h le 12 juin par Leblanc, éliminatoires de la Coupe Bennett avec un 100HP). Il meurt à l'âge de 27 ans, victime d'un accident durant une compétition aérienne.

## Biographie
Ingénieur des Arts et Métiers (Aix-en-Provence, 1902), il est attiré par l’aérostation. Il s’initie auprès de Santos-Dumont et construit un ballon dirigeable en collaboration avec l'aristocrate espagnol Ricardo Soriano (es), Sholtz von Hermensdorff, Marquis de Ivanrey (Financier-aventurier-inventeur-ingénieur) et le Comte de Lambert, pilote privé sur Wright, premier aviateur à survoler Paris. Après l’échec du projet (incendie au sol), il prépare Centrale à l’École Duvignau, mais ne passe pas le concours. Il entre d’abord chez Charron (automobiles), puis chez E.N.V et enfin chez Gnome (Société des Frères Seguin).

## Les années Gnome
Chez Gnome, il rencontre un autre jeune technicien, Jules Védrines, qui devient son ami. Il se consacre au moteur rotatif en étoile 50 HP qu’il perfectionne. Il est détaché comme metteur au point auprès des constructeurs d’avions et plus spécialement auprès de Louis Blériot. Après le succès de la traversée de la Manche, Lemartin participe à tous les grands meetings : Reims, Nice, Bordeaux[réf. nécessaire]... Il est l’accompagnateur d'Alfred Leblanc et le préparateur de Morane-Saulnier firme fondée par les frères Morane et Raymond Saunier, un ancien de chez Blériot. Il participe comme mécanicien aux grandes courses comme Paris-Madrid et à la seconde traversée de la Manche, le 14 mai 1910, où il prend en charge l’avion de Jacques de Lesseps, qui devient le 1er vainqueur du prix Ruinart,, et par la suite, premier aviateur à survoler, Montréal et Toronto.

## Les années Blériot
Le 20 août 1910, Louis Blériot lui fait signer le premier contrat connu de pilote d'essai. Léon Lemartin obtient son brevet de pilote le 4 octobre 1910 sous le numéro 249. Il est affecté aux écoles d’Étampes et de Pau. C’est là, le 2 février 1911 , qu’il bat le record du monde avec passagers sur l’Aérobus (monoplan Blériot à moteur Gnome de 100 chevaux), ancêtre de l’Airbus, d’abord avec 7 passagers, soit une charge d'un poids total de 473,500 kg (record précédemment détenu par Roger Sommer avec 5 passagers) puis porté au mois de mars à 8, puis 11, puis 13 passagers à bord dont l'aviatrice Jane Herveu, fondatrice de la première école d'aviation pour femmes et le pilote suisse Paul Wyss. Le 1er juin 1911, il signe avec Louis Blériot un nouveau contrat : il entre dans l’équipe de course, constitué pour les grandes épreuves qui deviennent une attraction mondiale.

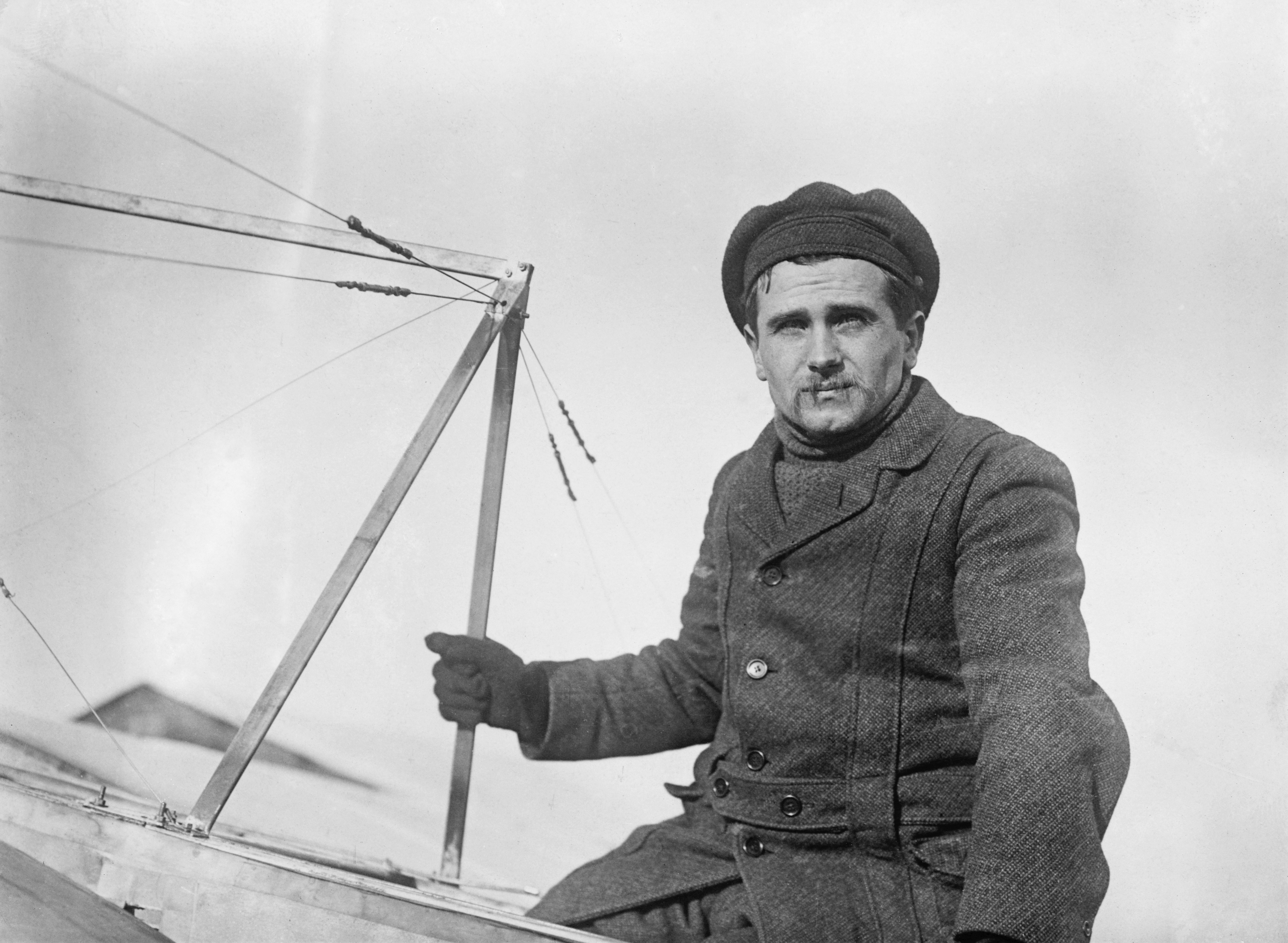
Lemartin en 1911

Le Circuit européen est sa première compétition. Une partie de la nuit avant le départ, il met au point les appareils de ses coéquipiers Roland Garros, Beaumont (pseudonyme du lieutenant de vaisseau Jean Louis Conneau) qui gagnera le Circuit européen et Paris-Rome) et Le Lasseur de Ranzay. Le matin du 18 juin 1911, à Vincennes, Lemartin est fatigué. Les conditions météo ne sont pas bonnes, et Garros auteur d'un premier départ avorté, lui déconseille de partir : « les ailes souples ne vont pas tenir ! ». Mais, il tient à accomplir ce rêve ultime : prendre le départ en tant que pilote de course devant un million de spectateurs. Très vite, son avion s’écrase. Mme Blériot arrive sur les lieux, le président du Conseil, Ernest Monis, détache son médecin… Lemartin est grièvement blessé et meurt durant son transport à l’hôpital Saint-Antoine.
Malgré sa brève carrière, il s’inscrit parmi les pionniers. no 59 au martyrologe mondial de l’aviation, il repose à Dunes (Tarn-et-Garonne), son village natal, où une rue et l'aérodrome portent son nom.
Sa veuve Madeleine Lemartin, née Baas, élèvera ses trois enfants Louise, Simone et Léone (journaliste à Paris sous le nom de Tonnie Davy). Jeanne, la fille naturelle du comte de Lambert de Boisjean grandira aussi dans la famille. Madeleine se remariera avec Albert, le frère de Léon Lemartin, avec qui elle aura deux enfants, Maurice et Roger.

## Citation
« Malgré le poids, mon monoplan tient l'air à merveille. J'ai la vision très nette et très prochaine de rangées de voyageurs installés sous les ailes, comme sur les impériales des omnibus parisiens, regardant défiler les collines... et je serai heureux d'être leur pilote. » Léon Lemartin in l'Indépendant, février 1910.

## Sources
- Jacques Dalmon, Lemartin, pilote-aviateur, Universud Éditeur, 1994.
- Jacques et Olivier Dalmon, Lemartin, Chef-Pilote de la Maison Blériot, Universud Éditeur, 2009.
- Presse parisienne, française et internationale 1910-1911 : L'Illustration, Le Matin, L'Excelsior, l'Indépendant, La Vie au grand air...
- Archives familiales
- Ressource relative à la vie publique :   - Patrons de France
- Notices d'autorité :   - VIAF
  - ISNI
  - BnF (données)
  - LCCN
  - WorldCat